# Ouches
Ouches település Franciaországban, Loire megyében. Lakosainak száma 1150 fő (2022. január 1.). Ouches Pouilly-les-Nonains, Villerest, Lentigny, Riorges, Saint-Alban-les-Eaux és Saint-André-d’Apchon községekkel határos.

## Népesség
A település népességének változása:
| Lakosok száma | 523  | 929  | 1002 | 1149 | 1129 | 1158 | 1158 | 1154 | 1151 | 1150 |
|               | 1968 | 1982 | 1990 | 2006 | 2013 | 2015 | 2017 | 2019 | 2020 | 2022 |